# 忍村
忍村（しのぶむら）は山梨県中巨摩郡にあった村。現在の中央市北西部、釜無川左岸、笛吹川右岸にあたる。

## 地理
- 河川：釜無川、笛吹川

## 歴史
- 1875年（明治8年）1月19日 - 巨摩郡大田和村・馬籠村・藤巻村・今福村・今福新田が合併して忍村となる。
- 1878年（明治11年）7月22日 - 郡区町村編制法の施行により、忍村が中巨摩郡の所属となる。
- 1889年（明治22年）7月1日 - 町村制の施行により、忍村が単独で自治体を形成。
- 1941年（昭和16年）2月11日 - 小井川村・花輪村と合併して田富村が発足。同日忍村廃止。

## 交通

### 鉄道路線
村域を鉄道省身延線が通過したが、駅は所在しなかった。